# Heinz Dröge
Heinz Kuno Dröge (* 15. April 1922 in Essen; † 12. Juli 2005 in Bonn) war ein deutscher Botschafter.

## Leben
Dröge kam als Angehöriger der Luftwaffe von 1941 bis 1945 zum Kriegseinsatz im Zweiten Weltkrieg und wurde zuletzt zum Leutnant befördert. Nach Kriegsende studierte er von 1946 bis 1951 Wirtschafts- und Sozialwissenschaften an der Universität zu Köln und der University of London Volkswirtschaft. Er wurde 1951 mit der Dissertation Der Mensch als wirtschaftliches Datum. Ein Beitrag zur Konjunkturforschung zum Dr. rer. pol. promoviert und trat in den auswärtigen Dienst der Bundesrepublik Deutschland ein. Er war zunächst zwischen 1951 und 1953 Wirtschaftsreferent am Generalkonsulat in New York City sowie anschließend von 1953 bis 1962 Botschaftssekretär an der Botschaft in den USA. Nach seiner Rückkehr fand er von 1962 bis 1966 Verwendung als Legationsrat Erster Klasse im Referat für Allgemeine Abrüstung und Fragen allgemeiner Rüstungskontrolle, Instruktion für die Beobachterdelegation für Genfer Abrüstungskonferenzen des Auswärtigen Amtes.
Danach war Dröge vom 7. März 1966 bis 1970 als Botschaftsrat an der Ständigen Vertretung bei der NATO in Paris beziehungsweise Brüssel tätig. Während dieser Zeit wurde 1967 seine Publikation, The Federal Republic of Germany and the United Nations als Die Bundesrepublik Deutschland und die Vereinten Nationen als deutscher Beitrag zur United-Nations-Studie des Carnegie Endowment for International Peace gefördert. Darin enthalten waren auch Beiträge von Ellinor von Puttkamer und Fritz Münch sowie eine Einführung von Ulrich Scheuner. Anschließend wurde er zwischen 1970 und 1974 als Vortragender Legationsrat Erster Klasse ins Bundeskanzleramt abgeordnet.
Heinz Dröge wurde am 13. November 1974 Botschafter der Bundesrepublik Deutschland in Saigon. Er betreute ein ambitioniertes Programm der Entwicklungszusammenarbeit. Anfang April 1975 berichtete Der Spiegel:

„„Panik auch vor der deutschen Botschaft in der Vo-Tanh-Straße. Das eiserne Tor ist verschlossen, hinter dem Gitter stehen Bundesgrenzschutz-Angehörige in Zivil, die Maschinenpistolen umgehängt, vor dem Tor Hunderte von Vietnamesen, die eine von Bundeskanzler Helmut Schmidt gemachte Äußerung falsch verstanden haben, weil sie es falsch verstehen mußten: Der Saigoner Rundfunk hatte am Mittwoch behauptet, der Kanzler habe die Massenaufnahme vietnamesischer Flüchtlinge in der Bundesrepublik versprochen. Ein Anschlag am Eisenfor verspricht denjenigen Hilfe, die ‚Sonderfälle‘ sind keiner, der sich nicht für einen hält““

Heinz Dröge blieb Botschafter der Bundesrepublik Deutschland in Saigon bis zur Schließung der Botschaft und flog am 24. April 1975 mit dem Personal der Deutschen Botschaft in Saigon mit einem Convair-Flugzeug nach Bangkok.
1975 löste Dröge Ernst Friedrich Jung als Botschafter der Bundesrepublik Deutschland in Nigeria ab und verblieb auf diesem Posten bis 1979, woraufhin Bernd Oldenkott seine dortige Nachfolge antrat. Er selbst übernahm von 1979 bis 1983 den Posten als stellvertretender Politischer Direktor des Auswärtigen Amtes. Zuletzt wurde er 1983 Nachfolger von Gerd Berendonck als Botschafter der Bundesrepublik Deutschland in Algerien und verblieb in dieser Verwendung bis zu seinem Eintritt in den Ruhestand, worauf Murad Wilfried Hofmann sein Nachfolger wurde.
Aus seiner am 20. März 1951 mit Gerda Dobbert geschlossenen Ehe gingen zwei Töchter und zwei Söhne hervor, darunter Markus Dröge, der vom 14. November 2009 bis 16. November 2019 Bischof der Evangelischen Kirche Berlin-Brandenburg-schlesische Oberlausitz war.

## Veröffentlichungen
- Der Mensch als wirtschaftliches Datum. Ein Beitrag zur Konjunkturforschung. Dissertation Universität zu Köln 1951. Auch in: Volkswirtschaftliche Schriften. Heft 4, Duncker & Humblot, Berlin 1952.
- mit Fritz Münch und Ellinor von Puttkamer: Die Bundesrepublik Deutschland und die Vereinten Nationen (= Schriften. Band 23). München 1966.

## Ehrungen
- 1975: Verdienstkreuz 1. Klasse der Bundesrepublik Deutschland
- 1982: Großes Silbernes Ehrenzeichen mit dem Stern für Verdienste um die Republik Österreich[5]

## Weblink
- Eintrag in prabook.com